# Franco Merli
Franco Merli, all'anagrafe Francesco Merli (Roma, 31 ottobre 1956 – Roma, 17 maggio 2025), è stato un attore italiano che ha recitato in alcuni film di Pier Paolo Pasolini.

## Biografia
Esistono poche informazioni fondate su Franco Merli, che recitò in alcuni film italiani negli anni settanta del XX secolo.
Nel 1973 Merli venne scoperto dal poeta e regista Pier Paolo Pasolini. All'epoca il diciassettenne Merli lavorava in un distributore di benzina (come ricorda Ninetto Davoli, amico di Pasolini e attore di molti dei suoi film). Pasolini stava cercando un giovane per il ruolo principale del suo film successivo, Il fiore delle Mille e una notte. Quando vide il ragazzo - basso di statura, snello, con un aspetto tipicamente mediterraneo e un sorriso canzonatorio sulle labbra - gli apparve come la perfetta incarnazione di Nur Er Din. In altri termini, come Pasolini stesso ebbe a dire "(...) un giovane che unisce l'innocenza dei suoi sedici anni ad un corpo da diciottenne."
Il film fu un successo internazionale, e Merli prese gusto all'ambiente del cinema. Dopo il debutto recitò con i capelli tinti di biondo nel film La collegiale, una commedia erotica all'italiana, che fece ben poco per la sua fama, a parte forse il dimostrare che era anche in grado di recitare nel ruolo di un personaggio decisamente antipatico.
Nel 1975 Pasolini lo chiamò di nuovo per il ruolo di una delle vittime nel film Salò o le 120 giornate di Sodoma. In questa pellicola Merli appariva con il suo vero nome, Franco, così come gli altri attori non professionisti. Pasolini non lo scelse solo per la perfetta corrispondenza al personaggio, ma anche perché il giovane aveva dimostrato nel film precedente di non aver nessuna remora nel mostrarsi nudo di fronte alla cinepresa. Quest'opera rese il volto di Merli immortale, poiché l'immagine più pubblicizzata del film mostrava il giovane nella scena finale della tortura, in cui gli viene mozzata la lingua. Un altro fotogramma molto noto riporta Merli nudo, vestito solo di un collare da cane. Queste immagini però non giovarono alla carriera del giovane.
Ezio Manni ricorda un episodio durante le riprese di Salò di Pasolini: "Lo stesso con Franco Merli, il ragazzo scelto per il sedere più bello. Quando per premiarlo gli puntano la pistola alla tempia, ha avuto uno scatto di ribellione, non è riuscito a sopportare quel gesto. Poi, anche lì, è arrivato l'aiuto regista e se l'è abbracciato".
Nel 1976 Merli apparve come Fernando, il figlio di Nino Manfredi che si guadagnava da vivere come ragazzo di vita travestito, nel film Brutti, sporchi e cattivi. Questa brillante satira sociale del regista Ettore Scola segnò il canto del cigno per Merli, eccezion fatta per una piccola apparizione nel film Il malato immaginario del 1979 di Tonino Cervi.

## Filmografia
- Il fiore delle Mille e una notte, regia di Pier Paolo Pasolini (1974)
- La collegiale, regia di Gianni Martucci (1975)
- Salò o le 120 giornate di Sodoma, regia di Pier Paolo Pasolini (1975)
- Brutti, sporchi e cattivi, regia di Ettore Scola (1976)
- Il malato immaginario, regia di Tonino Cervi (1979)